# Borobănești
Borobănești – wieś w Rumunii, w okręgu Ardżesz, w gminie Valea Danului. W 2011 roku liczyła 292 mieszkańców.